# Targa Florio 1919
La Targa Florio 1919 è stata la 10ª edizione della Targa Florio svoltasi il 23 novembre 1919 in Sicilia per la prima volta sul Medio circuito delle Madonie, il nuovo tracciato accorciato rispetto all'originale circuito.

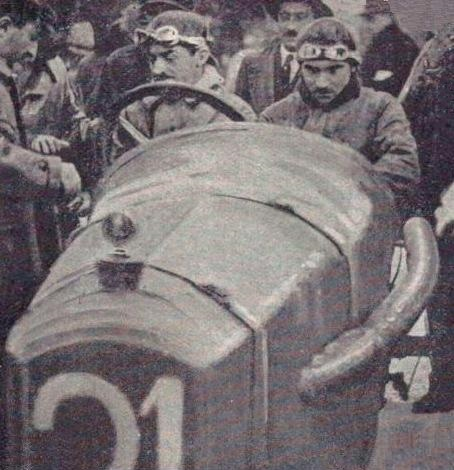
André Boillot (al volante) si aggiudica la sua unica Targa Florio.

## Contesto
La mattina presto dell'11 novembre 1918, l'armistizio di Compiègne pose fine alla prima guerra mondiale in Europa, durante la quale quasi tutte le competizioni sportive si fermarono. Dopo la guerra, come prima, regnavano la nobiltà, i grandi proprietari terrieri, la Chiesa cattolica e Cosa Nostra su ampi strati della popolazione rurale. Interi stati dell'Europa centrale, invece, crollavano e milioni di persone cadevano in povertà mentre la vita in Sicilia continuava quasi indisturbata.
Vincenzo Florio, il fondatore della competizione, ha potuto continuare la manifestazione agonistica nel 1919 grazie ai suoi buoni contatti nel mondo automobilistico. Il percorso originario era il Grande circuito delle Madonie di 148 chilometri che si corse tra il 1906 e il 1911. Nel 1912 Florio cambiò il corso della strada e sviluppò il Giro di Sicilia, il viaggio lungo la costa siciliana. Nel 1919 nasce un nuovo circuito, il Medio circuito delle Madonie. Il vecchio tracciato fu accorciato da 148 a 108 chilometri girando la ferrovia a Collesano e sulle strade di montagna di Castellana Sicula che si riconnetteva poi al vecchio tracciato.

### Piloti, squadre e costruttori

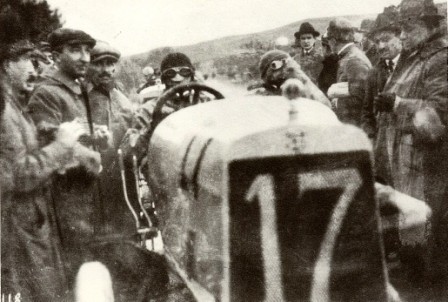
La Diatto 4 DC/2.7 di Giacinto Ghia al via.

Con grande sforzo Florio riuscì a convincere a partecipare non solo i costruttori italiani ma anche il management della Peugeot. Ci fu una lunga esitazione prima che il rapporto fosse presentato, poiché in realtà non c'era un veicolo adatto disponibile. Alla fine, il reparto corse ha optato per un telaio Peugeot L25, che è stato preparato per correre. Il telaio montava un motore a quattro cilindri da 2,5 litri e aveva già percorso 200.000 chilometri. Costruita a Sochaux nel 1914, l'auto è stata utilizzata come veicolo di un ufficiale durante la guerra. Dopo un po' di tempo come vettura esecutiva Peugeot, il telaio fu convertito in un'auto da corsa nel 1919. André Boillot, fratello minore di Georges ucciso in una battaglia aerea nel 1916, aveva guidato la Peugeot alla 500 Miglia di Indianapolis ritirandosi durante la gara. André guidò anche l'auto alla Targa. Rémy Reville è entrato in gara con una seconda L25. Per condividere il costo del trasporto di veicoli e materiali, i dirigenti Peugeot hanno convinto Édouard Ballot a prendere parte alla gara anche con un'auto da lavoro. Così anche René Thomas esordì alla Targa Florio.
Notevoli case produttrici italiane hanno accettato di partecipare e segnalato auto d'opera in apertura della lista iscritti: la Lancia ha portato una Kappa 25 HP/4.9 affidata a Carlo Ferrario, la Società Anonima Lombarda Fabbrica Automobili ha portato tre vetture da corsa per Giuseppe Campari, Antonio Fracassi e Nino Franchini, la Fiat ha portato una macchina per Luigi Lopez mentre Antonio Ascari, che aveva acquistato due S 57 nella primavera del 1919, registrò altre due Fiat per sé e per Giulio Masetti.

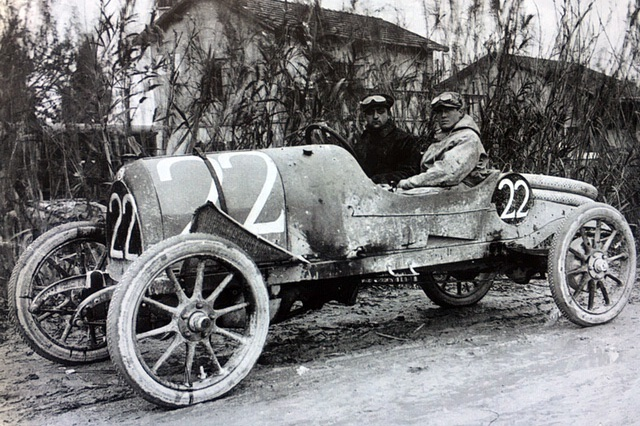
Enzo Ferrari (col suo meccanico Nino Franchitti) al volante di una CMN 15/20 CV/2.3 nella sua prima Targa Florio.

Enzo Ferrari e Ugo Sivocci, che guidarono loro stessi la loro fabbrica CMN in Sicilia, fecero un viaggio avventuroso: nei pressi di Città di Castello giunsero in una bufera di neve di novembre e poi a Napoli giusto in tempo per prendere la nave che Florio aveva messo a disposizione dei partecipanti per trasportarli a Siracusa. Secondo le sue stesse dichiarazioni, Enzo Ferrari aveva una rivoltella sotto il sedile per proteggerlo da possibili attacchi di lupi e quando arrivò a Napoli aveva in tasca solo 450 lire.

## Gara

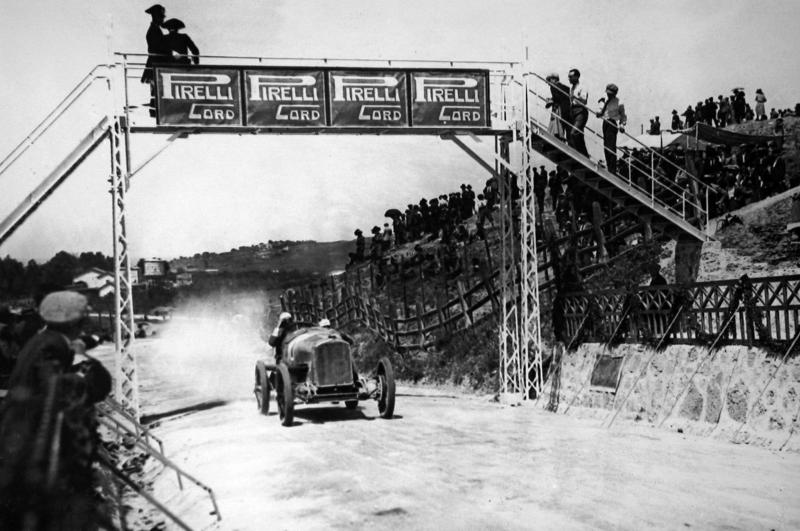
Domenico Gamboni al volante di una Diatto 4DC/2.7 basata sulla Bugatti Tipo 30 sotto un cavalcavia pedonale.

A causa dei lunghi tempi di preparazione, la gara non ha potuto svolgersi nella tradizionale data di maggio, ma solo di novembre. Il tempo era già brutto una settimana prima del weekend di gara del 23 novembre: nella notte tra sabato e domenica ha piovuto così forte che molte delle strade sterrate sono diventate sempre più fangose. Rinunciarono alla partenza due piloti della Fiat iscritte privatamente, così come Cyril Snipe, il primo vincitore non italiano del 1912, che doveva guidare una Eric-Campbell con motore Coventry-Simplex.
Il primo pilota ad affrontare la gara di quattro giri è stato Carlo Ferrario su Lancia alle 7 del mattino mentre tutti gli altri piloti sono partiti a tre minuti di distanza ciascuno. Le prime vittime delle pessime condizioni stradali furono Antonio Ascari e il suo meccanico, che con la loro Fiat si schiantarono in un fosso e rimasero incastrati su un terrapieno. Poiché non c'erano spettatori sulla scena dell'incidente, gli organizzatori non si sono accorti del fallimento. Solo l'ultima pattuglia è stata in grado di liberare l'autista e il passeggero anteriore dalla loro situazione.
Davanti è nato un duello tra i due francesi René Thomas e André Boillot, che hanno disputato una gara spettacolare. Quando ha superato la tribuna dopo il primo giro, André si è schiantato contro una recinzione perché distratto dagli spettatori che salutavano. Nonostante ciò, è stato in grado di continuare senza gravi danni alla Peugeot. Tre gomme dell'Alfa di Giuseppe Campari sono andate distrutte su un tratto di ghiaia e il suo compagno di squadra Nino Franchini ha avuto un incidente. Entrambi i piloti hanno dovuto arrendersi. 
Le condizioni sempre più precarie della pista hanno portato ad una gara ad eliminazione, tanto che alla fine della gara sono state classificate solo otto vetture. Enzo Ferrari è arrivato al traguardo, ma non è stato classificato perché ha mancato di pochi minuti il tempo obiettivo delle 10 ore.
Dopo che Antonio Moriondo aveva tagliato il traguardo con la Itala 35 HP/5.2 con il miglior tempo fino a quel momento, ha aspettato con i suoi membri del team e quelli della competizione, gli ufficiali di gara, il pubblico sul posto e André Boillot, l'ultimo pilota in gara. Quando Boillot è arrivato alla partenza e all'arrivo, c'erano già spettatori davanti alla tribuna. Per evitare gli spettatori, Boillot ha tirato il freno a mano e si è schiantato contro la tribuna di legno con l'auto davanti a soli 30 metri dal traguardo. Gli spettatori hanno aiutato a liberare l'auto dalle stecche di legno cadute. Dopo alcuni tentativi di partenza, Boillot è riuscito a riavviare il motore della Peugeot e ha invertito sul traguardo. Lì, gli organizzatori della gara lo hanno dichiarato squalificato perché aveva invertito la gara, cosa che non era permessa. Il capo del team René Thomas, Édouard Ballot, voleva una vittoria francese dopo il ritiro di Thomas ed è stato in grado di convincere gli organizzatori della gara che ad André Boillot dovrebbe semplicemente essere permesso di tagliare di nuovo il traguardo, questa volta con l'avantreno per primo. Boillot fece come gli era stato detto, uscì di nuovo in pista, si voltò alla prima occasione e finì per vincere.
Per la famiglia Boillot, André completò ciò che era stato negato a suo fratello Georges nel 1910 quando arrivò primo nella Voiturette Peugeot 2.0L dopo un tempo di guida di 5:20:53,2 ore la gara fu vinta da Tullio "Franco" Cariolato con la Franco 35/ 50 HP/4.0 ma non ha vinto perché la classe Voiturette non contava per il punteggio complessivo.

## Qualifiche
| Pos | N° | Pilota             | Auto            | Ora di partenza |
| --- | -- | ------------------ | --------------- | --------------- |
| 1   | 1  | Carlo Ferrario     | Lancia          | 7:00            |
| 2   | 2  | Giuseppe Baldoni   | Nazzaro         | 7:03            |
| 3   | 3  | Giuseppe Campari   | ALFA            | 7:06            |
| 4   | 4  | Guido Landi        | Itala           | 7:09            |
| 5   | 5  | Antonio Moriondo   | Itala           | 7:12            |
| 6   | 6  | Giovanni Negro     | Nazzaro         | 7:15            |
| 7   | 7  | René Thomas        | Ballot          | 7:18            |
| 8   | 8  | Antonio Fracassi   | ALFA            | 7:21            |
| 9   | 10 | Nino Franchini     | ALFA            | 7:24            |
| 10  | 12 | Carlo Masetti      | Aquila Italiana | 7:27            |
| 11  | 13 | Antonio Ascari     | Fiat            | 7:30            |
| 12  | 14 | Giulio Masetti     | Fiat            | 7:33            |
| 13  | 15 | Alfredo Gallanzi   | Gallanzi        | 7:36            |
| 14  | 16 | Luigi Lopez        | Fiat            | 7:39            |
| 15  | 17 | Giacinto Ghia      | Diatto          | 7:42            |
| 16  | 18 | Domenico Gamboni   | Diatto          | 7:45            |
| 17  | 19 | Rémy Reville       | Peugeot         | 7:48            |
| 18  | 20 | Ugo Sivocci        | CMN             | 7:51            |
| 19  | 21 | André Boillot      | Peugeot         | 7:54            |
| 20  | 22 | Enzo Ferrari       | CMN             | 7:57            |
| 21  | 23 | John "Jack" Scales | Eric-Campbell   | 8:00            |

## Classifica finale
Il vincitore della classe è indicato in grassetto.
| Pos    | Classe      | N° | Team                                         | Piloti             | Telaio                       | Giri |
| ------ | ----------- | -- | -------------------------------------------- | ------------------ | ---------------------------- | ---- |
| 1      | Categoria 2 | 21 | Société des Automobiles et Cycles Peugeot    | André Boillot      | Peugeot L25/2.5              | 4    |
| 2      | Categoria 5 | 5  | Fabbrica Automobili Itala                    | Antonio Moriondo   | Itala 35 HP/5.2              | 4    |
| 3      | Categoria 3 | 18 | SA Autocostruzioni Diatto                    | Domenico Gamboni   | Diatto 4DC/2.7               | 4    |
| 4      | Categoria 4 | 14 | Antonio Ascari                               | Giulio Masetti     | Fiat S 57/14 B/4.5           | 4    |
| 5      | Categoria 5 | 6  | Automobili Nazzaro                           | Giovanni Negro     | Nazzaro Tipo 4/4.6           | 4    |
| 6      | Categoria 4 | 12 | Società Ligure Piemontese Automobili         | Carlo Masetti      | Aquila Italiana 35/50 HP/3.9 | 4    |
| 7      | Categoria 2 | 20 | Costruzioni Meccaniche Nazionali             | Ugo Sivocci        | CMN 15/20 HP/2.3             | 4    |
| 8      | Categoria 5 | 2  | Automobili Nazzaro                           | Giuseppe Baldoni   | Nazzaro Tipo 4/4.6           | 4    |
| 9 NC   | Categoria 2 | 22 | Costruzioni Meccaniche Nazionali             | Enzo Ferrari       | CMN 15/20 HP/2.3             | 3    |
| 10 ABD | Categoria 3 | 16 | Fabbrica Italiana Automobili Torino          | Luigi Lopez        | Fiat                         | 3    |
| 11 ABD | Categoria 6 | 7  | Établissements Ballot                        | René Thomas        | Ballot /4.8                  | 3    |
| 12 ABD | Categoria 5 | 1  | Lancia                                       | Carlo Ferrario     | Lancia Kappa 25 HP/4.9       | 2    |
| 13 ABD | Categoria 1 | 23 | Vulcan Iron & Metal Works Ltd.               | John "Jack" Scales | Eric Campbell 1.5            | 2    |
| 14 ABD | Categoria 5 | 4  | Fabbrica Automobili Itala                    | Guido Landi        | Itala 35 HP/5.2              | 2    |
| 15 ABD | Categoria 5 | 3  | Società Anonima Lombarda Fabbrica Automobili | Giuseppe Campari   | Alfa 40/60 HP/6.1            | 2    |
| 16 ABD | Categoria 4 | 10 | Società Anonima Lombarda Fabbrica Automobili | Nino Franchini     | Alfa Grand Prix 1914/4.5     | 1    |
| 17 ABD | Categoria 2 | 19 | Société des Automobiles et Cycles Peugeot    | Rémy Reville       | Peugeot L25/2.5              | 1    |
| 18 ABD | Categoria 3 | 17 | SA Autocostruzioni Diatto                    | Giacinto Ghia      | Diatto 4DC/2.7               | 1    |
| 19 ABD | Categoria 3 | 15 | Alfredo Gallanzi                             | Alfredo Gallanzi   | Gallanzi Puch                | 1    |
| 20 ABD | Categoria 4 | 13 | Antonio Ascari                               | Antonio Ascari     | Fiat S 57/14 B/4.5           | 1    |
| 21 ABD | Categoria 5 | 8  | Società Anonima Lombarda Fabbrica Automobili | Antonio Fracassi   | Alfa 40/60 HP/6.1            | 1    |
| 22 NP  | Categoria 4 | 9  | Giorgio Zamiratti                            | Giorgio Zamiratti  | Fiat 51                      | 0    |
| 23 NP  | Categoria 4 | 11 |                                              | «Bozzi»            | Fiat 51                      | 0    |
| 24 NP  | Categoria 4 | 24 | Vulcan Iron & Metal Works Ltd.               | Cyril Snipe        | Eric Campbell 1.5            | 0    |

## Statistiche
- Giro più veloce - #21 André Boillot - 1:54:26,400
- Distanza - 108.000 km
- Velocità media del vincitore - 55,028 km/h